# Automolis tricolor
Automolis tricolor är en fjärilsart som beskrevs av Pierre Claude Rougeot 1977. Automolis tricolor ingår i släktet Automolis och familjen björnspinnare. Inga underarter finns listade i Catalogue of Life.